# Otto Föppl
Otto Föppl (* 6. April 1885 in Leipzig; † 19. März 1963 in Ilten) war ein deutscher Ingenieurwissenschaftler und Professor für Technische Mechanik an der TH Braunschweig.

## Leben
Föppl war der Sohn von August Föppl, er studierte an der TH München mit Praktika bei Maffei in München und MAN in Augsburg. Er wurde 1911 an der Technischen Hochschule Aachen mit dem Thema Windkräfte an ebenen und gewölbten Platten aus der Aerodynamik promoviert. 1909 bis 1911 war er Assistent von Ludwig Prandtl an dessen Aerodynamischer Versuchsanstalt in Göttingen. 1911 arbeitete er als Versuchsingenieur in Aachen und ab 1913 als Patentingenieur bei MAN. Im Ersten Weltkrieg war er in Wilhelmshaven an der Entwicklung von Dieselmotoren unter anderem für U-Boote befasst. Er war von 1921 bis zur Emeritierung 1951 außerordentlicher Professor für Schwingungstechnik und Festigkeitslehre an der TH Braunschweig und leitete dort das Labor für Festigkeitslehre. Otto Föppl beantragte zudem, dass sein Festigkeitslaboratorium den Namen von August Wöhler erhalten sollte, dem Pionier auf dem Gebiet der Dauerfestigkeit. Die Umbenennung in „Wöhler-Institut“ erfolgte 1925. Föppls „Wöhler-Institut“ stellte zu diesem Zeitpunkt das erste deutsche Institut dar, welches sich direkt mit dem Themengebiet dynamisch belasteter Werkstoffe und Konstruktionen im Maschinenbau auseinandersetzte.
Seit 1949 war er ordentliches Mitglied der Braunschweigischen Wissenschaftlichen Gesellschaft. Er gehörte auch dem Verein Deutscher Ingenieure (VDI) mit der Mitgliedsnummer 08103 an.
1924/25 war Adolf Busemann sein Assistent. In dieser Zeit promovierte Busemann auch bei Otto Föppl. Ludwig Prandtl war sein Schwager.

## Schriften (Auswahl)
- Windkräfte an ebenen und gewölbten Platten Springer, Berlin 1911, OCLC 314136658.
- mit August Föppl: Grundzüge der Festigkeitslehre. (= Teubners technische Leitfäden. 17) Teubner, Leipzig/Berlin 1923, OCLC 12888131.
- Grundzüge der Technischen Schwingungslehre. Julius Springer Verlag, Berlin 1923, 2. Auflage 1931, OCLC 1026996.
- mit Adolf Busemann: Physikalische Grundlagen der Elastomechanik. in: Geiger, Scheel: Handbuch der Physik, Band 6. Springer, Berlin 1928, OCLC 499479509.
- mit Heinrich Strombeck, Ludwig Ebermann: Schnelllaufende Dieselmaschinen. 4. Auflage, Springer 1929, OCLC 9967402.
- Eine neue Elastizitätstheorie, die sich auf die natürlichen Elastizitätskonstanten E und G stützt. (= Mitteilungen des Wöhler-Instituts Braunschweig  44. Wöhler-Institut, 1929) Vieweg, Braunschweig 1950, OCLC 720128639.

Er betreute auch Neuauflagen der Vorlesungen über Technische Mechanik seines Vaters August Föppl.